# Pinnaspis fici
Pinnaspis fici är en insektsart som först beskrevs av Green 1908.  Pinnaspis fici ingår i släktet Pinnaspis och familjen pansarsköldlöss. Inga underarter finns listade i Catalogue of Life.